# Polygonella
Polygonella es un género de plantas pertenecientes a la familia Polygonaceae.  Comprende 23 especies descritas y de estas, solo 8 aceptadas.

## Taxonomía
El género fue descrito por  André Michaux  y publicado en Flora Boreali-Americana 2: 240–241. 1803.  La especie tipo es: Polygonella parvifolia Michx. 	

## Especies aceptadas
A continuación se brinda un listado de las especies del género Polygonella aceptadas hasta mayo de 2014, ordenadas alfabéticamente. Para cada una se indica el nombre binomial seguido del autor, abreviado según las convenciones y usos. 
- Polygonella americana (Fisch. & C.A. Mey.) Small
- Polygonella articulata (L.) Meisn.
- Polygonella basiramia (Small) G.L. Nesom & V.M. Bates
- Polygonella fimbriata (Elliott) Horton
- Polygonella gracilis Meisn.
- Polygonella myriophylla (Small) Horton
- Polygonella polygama (Vent.) Engelm. & A. Gray
- Polygonella robusta (Small) G.L. Nesom & V.M. Bates